# Dieter Moebius
Dieter Moebius (Doutor Moebius) (São Galo, Suíça, 16 de janeiro de 1944 – 20 de julho de 2015) foi um músico suíço-alemão de krautrock, música experimental e música ambiente e música eletrônica. Foi uma das figuras mais importantes da vertente eletrônica do Krautrock alemão.

## História
Moebius estudou arte em Bruxelas e Berlim e uniu-se a Hans-Joachim Roedelius e Conrad Schnitzler (do Tangerine Dream). Eles fundaram o Kluster, em 1969. Após a saída de Schnitzler, a dupla remasnecente mudou seu nome para Cluster. Mais tarde, Moebius e Roedelius fundaram a banda Harmonia com Michael Rother (do Neu!), e a colaboração do músico britânico Brian Eno.
Dieter Moebius se envolveu em inúmeros projetos com músicos como Conny Plank e Mani Neumeier (do Guru Guru).
Moebius morreu no dia 20 de julho de 2015.